# Jaume Plensa

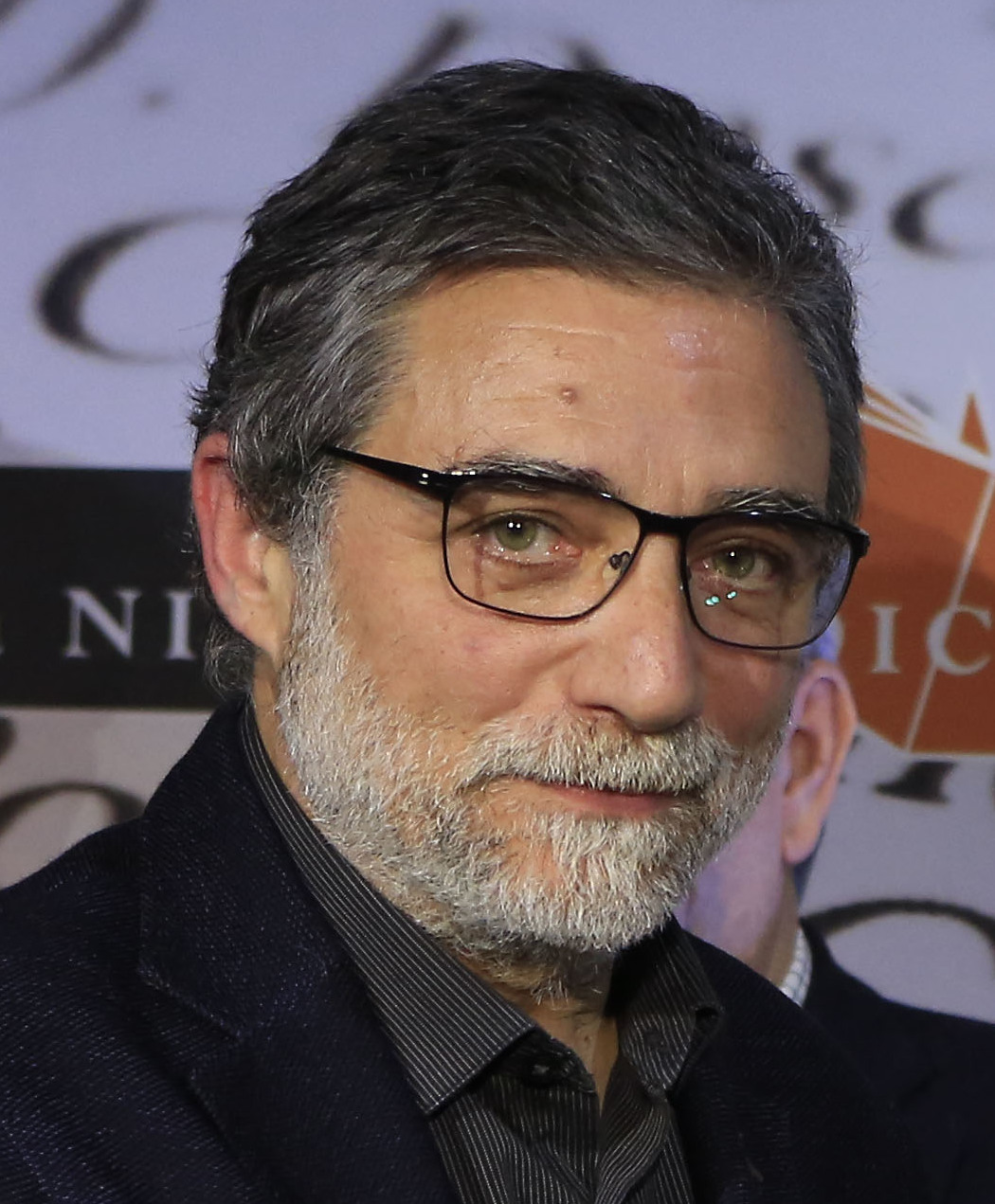
Jaume Plensa (2015)

Jaume Plensa i Suñé (* 23. August 1955 in Barcelona) ist ein spanischer Bildhauer und Künstler aus Katalonien.

## Leben
Plensa war Kunststudent in Barcelona an der Escola de la Llotja und der Reial Acadèmia Catalana de Belles Arts de Sant Jordi. Seine Ausbildung setzte er an der Henry Moore Foundation in England und danach im Atelier Alexander Calder in Saché, Département Indre-et-Loire fort.
Plensa lebt und arbeitet in Barcelona, wo 1980 in der Fundació Joan Miró seine erste Ausstellung stattfand. Er unterrichtete unter anderem auch an der École nationale supérieure des beaux-arts de Paris. Seine Werke wurden in zahlreichen Museen und Galerien auf der ganzen Welt ausgestellt.

## Ausstellungsorte (Auswahl)

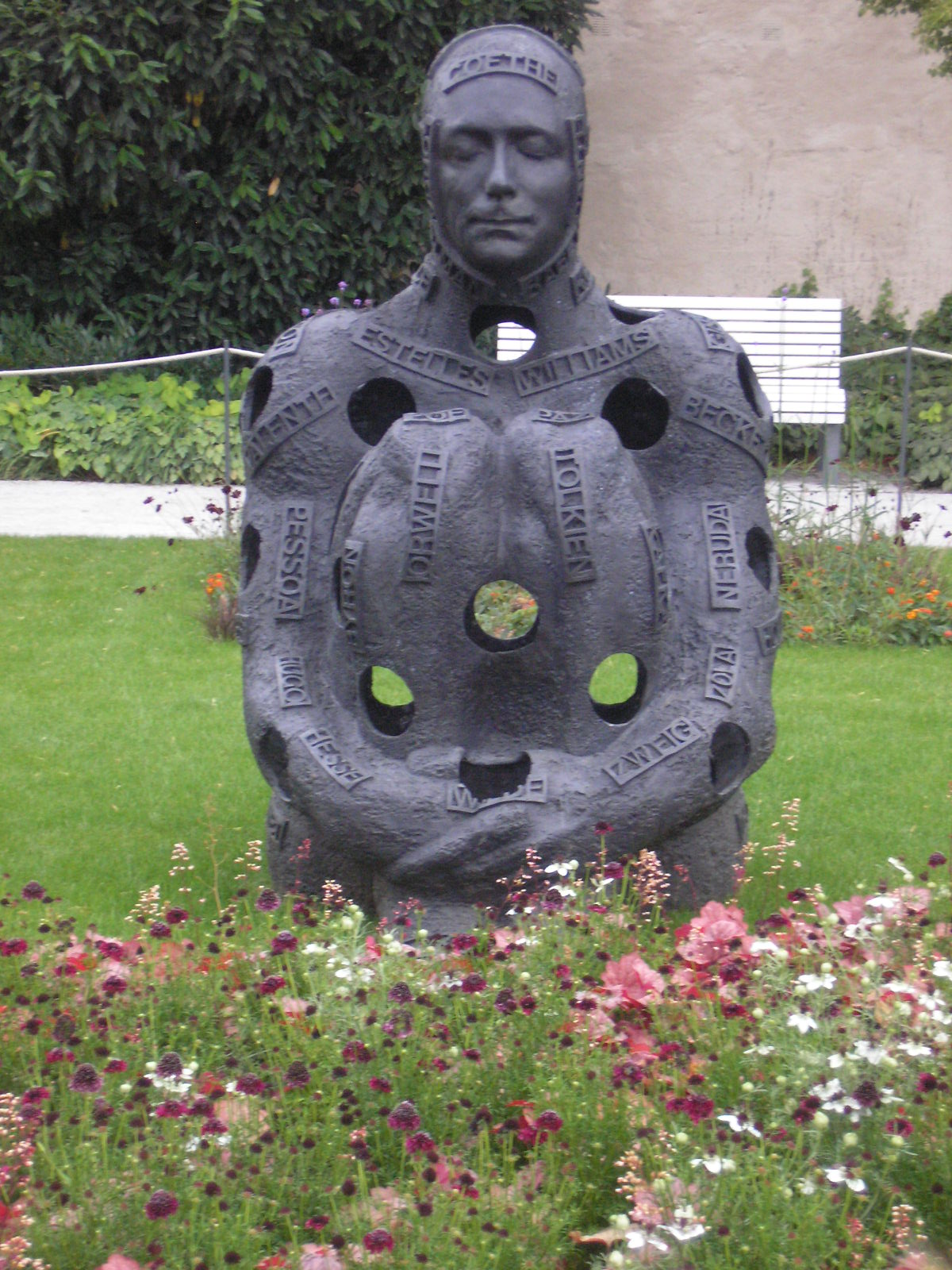
Skulptur „Alchemy“, 2006, (ausgestellt auf der Buga 2011 Koblenz)

- Arts Club Center Museum of Contemporary Art, Chicago, Illinois, USA
- Baltic Centre for Contemporary Art, Gateshead, England 1996
- Des Moines Art Center, Des Moines, Iowa, USA
- Fundació Joan Miró, Barcelona
- Galerie nationale du Jeu de Paume, Paris
- Henry Moore Sculpture Trust, Halifax, England
- Instituto Valenciano de Arte Moderno (IVAM), Valencia, Spanien
- Kestner-Gesellschaft, Hannover
- Kunsthalle Mannheim, Mannheim
- Lehmbruck-Museum, Duisburg
- Malmö Konsthall, Malmö
- Max Ernst Museum Brühl des LVR, Brühl
- Musée d’art contemporain de Lyon, Lyon
- Musée d’Art Moderne et d’Art Contemporain (Nice), Nizza
- Musée des Beaux-Arts de Caen, Caen, Frankreich
- Museo Nacional Centro de Arte Reina Sofia, Madrid
- Museum Moderner Kunst Stiftung Ludwig Wien, Wien
- San Giorgio Maggiore Biennale 2015, Venedig
- Toledo Museum of Art, Toledo (Ohio), Ohio, USA
- Universität Salzburg, Dietrichsruh, Awilda 2010
- Plaça Lidia Armengol, Andorra la Vella, Andorra, 7 poetes 2014.

## Werke (Auswahl)

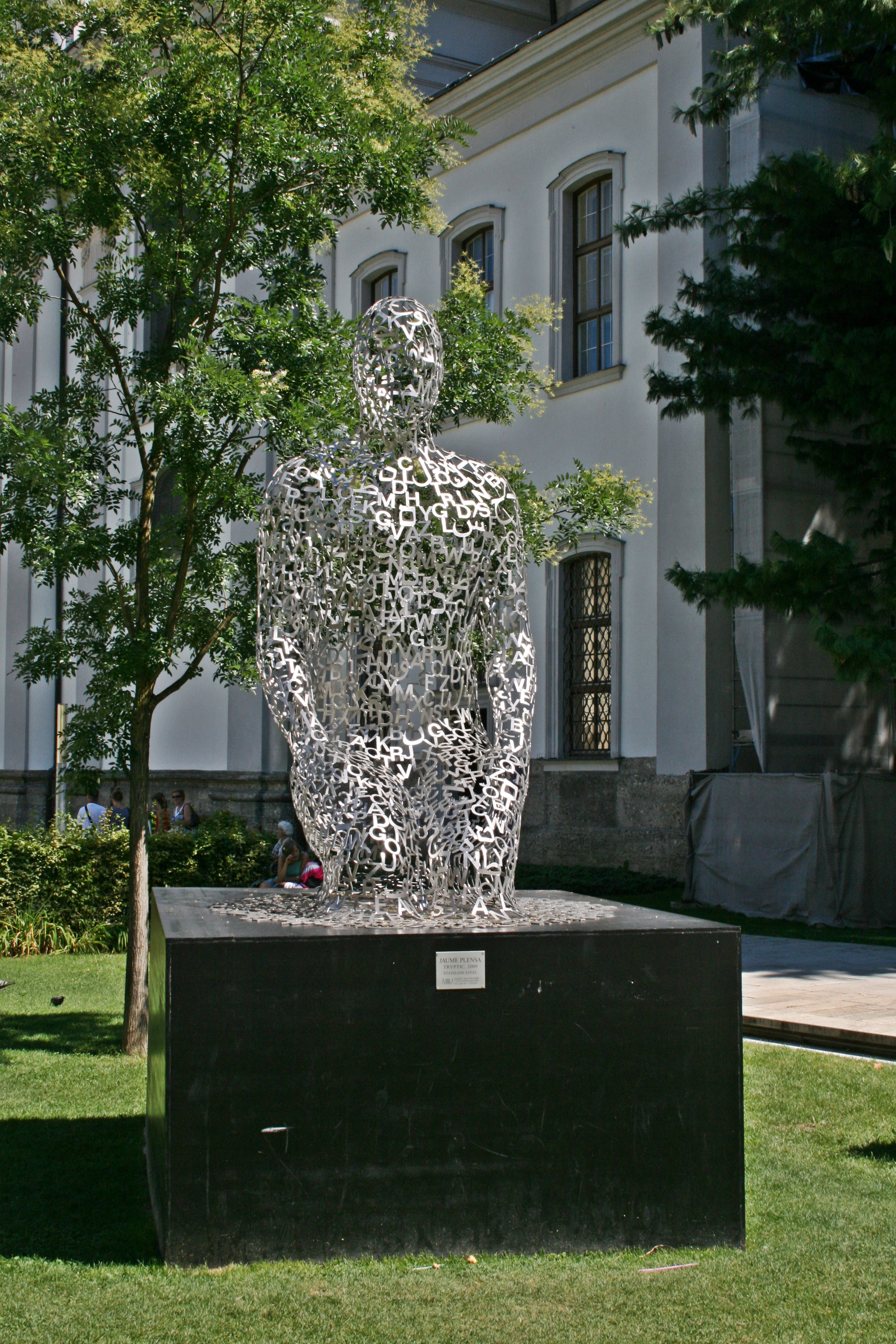
Tryptic (2009), Salzburg

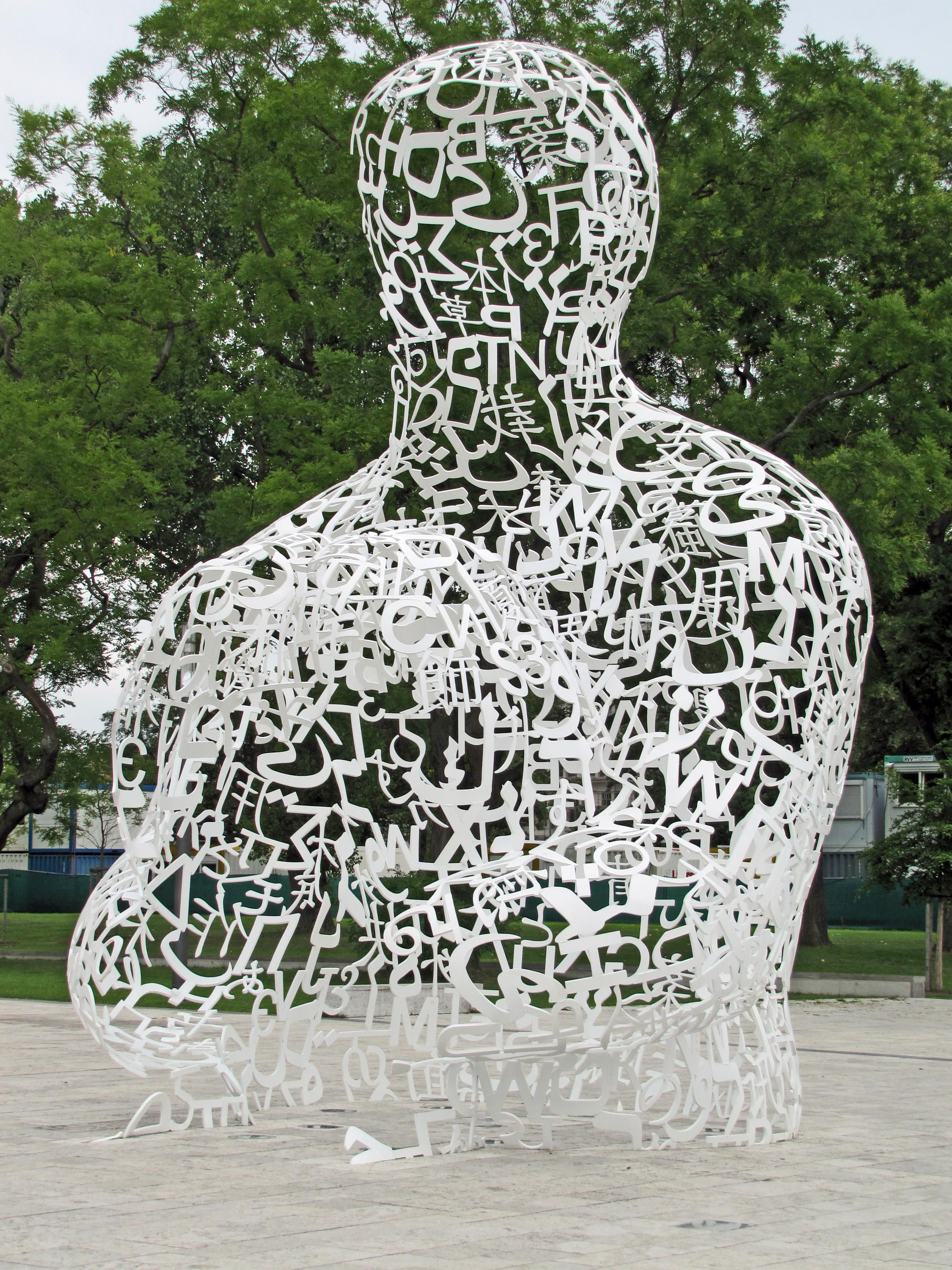
Body of Knowledge (2010), Frankfurt am Main

- 1986: CUC. Stahlskulptur aus technischen Fundstücken in den Jardins de Cap Roig. Palafrugell, Spanien
- 1996: Blake in Gateshead. Ein Laserstrahl, der ab und an über dem Baltic Centre for Contemporary Art in Gateshead in den Himmel strahlt
- 1998: Gemelle. Villa Celle, Santonato di Pistoia, Italien
- 2001: Magrittes Traum. Aino-Bahnhof, Fukuroi, Japan
- 2001: Mein Haus in Torrelavega. In einem Verkehrskreisel in Torrelavega, Kantabrien, Spanien
- 2002: Gläserne Seele/Mr. Net. Interaktive Skulptur im Hasso-Plattner-Institut für Softwaresystemtechnik (HPI) der Universität Potsdam, Potsdam-Babelsberg
- 2002: Seele? Skulptur am Kunstweg MenschenSpuren im Neandertal
- 2002: Lichtbrücke. Im Dorf Mishkenot Sha’ananim, Jerusalem
- 2003: As one. Am Lester B. Pearson International Airport, Toronto, Kanada
- 2004: Crown Fountain. Brunnen aus schwarzem Granit zwischen zwei Türmen aus Glasbausteinen im Millennium Park, Chicago. Die Türme sind 15 Meter hoch und werden von innen mit LEDs beleuchtet, um digitale Videoszenen zu zeigen.
- 2006: Jerusalem. Installation. Es Baluard, Barcelona.
- 2007: Conversation à Nice. Sieben beleuchtete Skulpturen, die sieben Kontinente darstellen, auf 9 Meter hohen Masten auf der Place Masséna in Nizza.
- 2007: Kaspars Baum. Eisenskulptur vor dem Wohnhaus von Kaspar Hauser in Ansbach
- 2008: El alma del Ebro, Expo 2008, Saragossa. Die elf Meter hohe, begehbare Metallfigur besteht aus weiß lackierten Stahlbuchstaben.
- 2008: Nomade. Des Moines Art Center, Des Moines, Iowa, USA (auch in Antibes, Bastion Saint Jaume)
- 2008: Breathing. Aus Glas und Stahl, wurde am 16. Juni 2008 auf dem Dach eines Neubaus (Egton Wing II) des Broadcasting House des BBC in London von Ban Ki-moon zu Ehren der Journalisten eingeweiht, die im Dienst getötet wurden. Jeden Abend um 22 Uhr GMT wird aus der Skulptur ein Lichtstrahl während der halbstündigen Sendezeit der BBC News at Ten einen Kilometer hoch in den Himmel geschickt.
- 2009: Teilnahme an der Freiluftausstellung Blickachsen  in Bad Homburg vor der Höhe mit der Skulptur Nosotros.
- 2009: The Dream. 20 Meter hohe und 500 Tonnen schwere Skulptur aus weißem Dolomit, die den Hals und den Kopf einer jungen Frau mit in Meditation geschlossenen Augen abbildet. Diese weiße Figur soll mit der schwarzen Vergangenheit der Sutton Manor Colliery (Kohlenzeche) in St Helens, Merseyside kontrastieren, auf der die Skulptur errichtet wurde. Die ehemalige Zeche liegt an der Autobahn M62 ziemlich in der Mitte zwischen Liverpool und Manchester.
- 2010: Awilda. Fünf Meter hoher, aus 20 Scheiben weißen spanischen Marmors bestehender Kopf einer Frau mit negroiden Zügen im Innenhof (Dietrichsruh) der Universität Salzburg.
- 2010: Body of Knowledge. Acht Meter hohe, aus weiß lackiertem Stahl gefügte, begehbare Skulptur auf dem zentralen Platz vor dem Hörsaalgebäude des Campus Westend der Goethe-Universität in Frankfurt am Main. Acht verschiedene Alphabete und Zeichensysteme wurden vom Künstler  bei diesem Letterngeflecht eingesetzt.[1]
- 2010: Spiegel I und Spiegel  II. Zwei weiß lackierte Figuren aus rostfreiem Stahl, jeweils 377 × 235 × 245 cm, Toledo Museum of Art, Toledo, Ohio, USA.
- 2012: Laura. Sechs Meter hohe, 32 Tonnen schwere, weiße Marmorskulptur bestehend aus 32 Teilen, Buffalo AKG Art Museum, Buffalo, New York, USA.
- 2012: Grand latent blanc. Weiße Glasfaser. Pilane, Tjörn, Bohuslän, Schweden.
- 2012: Von innen leuchtende Großplastik Air-Earth in Bamberg, Obere Mühlbrücke.
- 2014/2015: The Secret Heart – Das Geheimherz. Großes Herz (Durchmesser: 27 Meter) aus Fallschirmseide. Gaskessel im Gaswerk Augsburg-Oberhausen[2], H2 – Zentrum für Gegenwartskunst[3] und Schaezlerpalais.

## Ehrungen und Auszeichnungen
- 1990 Premio Ojo Crítico des Spanischen Nationalen Rundfunks (RNE) in der Sparte Plastik.
- 1993 Ritter des Ordre des Arts et des Lettres, Kulturministerium der Französischen Republik.
- 1996 Auszeichnung der Calder Foundation.
- 1997 Nationaler Kunstpreis, Generalitat de Catalunya.
- 2005 Ehrendoktorwürde der School of the Art Institute of Chicago.
- 2007 Preis der Heitland Foundation, Celle.
- 2009 Marsh Award for Excellence in Public Sculpture, London.
- 2013 Iserlohner Kunstpreis.
- 2014 Ehrendoktorwürde der Reial Acadèmia Catalana de Belles Arts de Sant Jordi.

## Schriften
- Jaume Plensa. Sombras y textos. Galaxia Gutenberg - Circulo de Lectores, Barcelona 2008.
- Jaume Plensa. The Crown Fountain. (mit Texten von Keith Patrick und Illustrationen von Keneth Tanaka.) Hatje Cantz, Ostfildern 2008, ISBN 978-3-7757-2080-9.